# قرقره ملکی
قرقره ملکی، روستایی از توابع بخش مرکزی شهرستان شوشتر در استان خوزستان ایران است.

## جمعیت
این روستا در دهستان سردارآباد قرار دارد و براساس سرشماری مرکز آمار ایران در سال ۱۳۸۵، جمعیت آن ۱٬۰۷۹ نفر (۱۶۹خانوار) بوده‌است.